# Partido Verde (Noruega)
El Partido Verde (en bokmål: Miljøpartiet De Grønne, en nynorsk, Miljøpartiet Dei Grøne, en sami septentrional: Birasbellodat Ruonát, literalmente "El Partido del Medio Ambiente Los Verdes") es un partido político verde en Noruega. Defiende la política verde, y académicos y votantes lo han descrito como de centroizquierda.  El propio partido reclama la distancia a los dos bloques políticos dominantes de derecha e izquierda, denominados conjuntamente como "el bloque fósil".
El Partido Verde es miembro del Partido Verde Europeo y de los Global Greens, y fue fundado con los Verdes alemanes como su modelo declarado. Mantiene estrechos lazos con otros partidos verdes, incluidos los verdes alemanes y los verdes suecos.

## Historia
El proceso de formar un nuevo partido verde nacional en Noruega se inició en diciembre de 1984, con el lanzamiento oficial en 1988. Entre los pioneros estaban el fallecido filósofo Arne Næss, investigador de paz Johan Galtung, y el filósofo Sigmund Kvaløy Setreng. 
En las elecciones locales entre 1991 y 2009, el Partido Verde tenía de 6 a 8 representantes elegidos cada vez. En las elecciones nacionales, el partido nunca superó el 0,5% de apoyo. 
Desde 2005, los Verdes han visto un aumento significativo de miembros, y los nuevos miembros provienen de una amplia variedad de otros partidos, incluidos los siete partidos parlamentarios establecidos.
En las elecciones municipales de 2011, el partido vio su primer avance local, habiendo obtenido cerca de 22.000 votos a nivel nacional. Dos años después, durante la campaña para las elecciones generales de 2013, el partido vio un aumento significativo en el apoyo en las encuestas de opinión. Se esperaba ampliamente que los Verdes obtuvieran representación parlamentaria hasta cierto punto. En las elecciones, los Verdes reunieron más de 79.000 votos, convirtiéndolos en el octavo partido más grande del país. Este conteo de votos se traduce en 2.8 por ciento del voto. Rasmus Hansson, el principal candidato del partido de Oslo fue elegido para el parlamento, convirtiéndose en el primer diputado verde.
En las elecciones locales de 2015, el Partido Verde superó el 4% a nivel nacional por primera vez en su historia y obtuvo el tercer lugar en Oslo. 

## Ideología
El Partido Verde es uno de los partidos y movimientos políticos ecologistas y ecologistas mundiales. Como miembro del Partido Verde europeo paneuropeo, los Verdes noruegos se suscriben al progresismo social y la justicia social. El enfoque principal del partido es la protección del medio ambiente y la sostenibilidad ecológica. Busca introducir un impuesto sobre el consumo derrochador y reorganizar la industria alimentaria. También prometieron apoyo para una reforma en la industria agraria, aumentando la producción de cultivos orgánicos y fortaleciendo el sector agrícola ecológico.
El partido busca reducir la extracción de petróleo de Noruega para contrarrestar el serio cambio climático. La propuesta es detener la extracción para 2040. 
El partido no tiene un líder en el sentido tradicional, sino que está dirigido por el comité ejecutivo nacional que consta de siete personas. Entre los miembros de la junta, dos personas (actualmente Arild Hermstad y Une Aina Bastholm), actúan como portavoces nacionales del partido. Todos los representantes del partido son elegidos durante la convención anual del partido. 

## Resultados electorales
|  | 0.4 % |

|  | 0.1 % |

|  | 0.2 % |

|  | 0.2 % |

|  | 0.1 % |

|  | 0.3 % |

|  | 2.8 % |

|  | 3,2 % |

|  | 3,9 % |